# 花蓮市

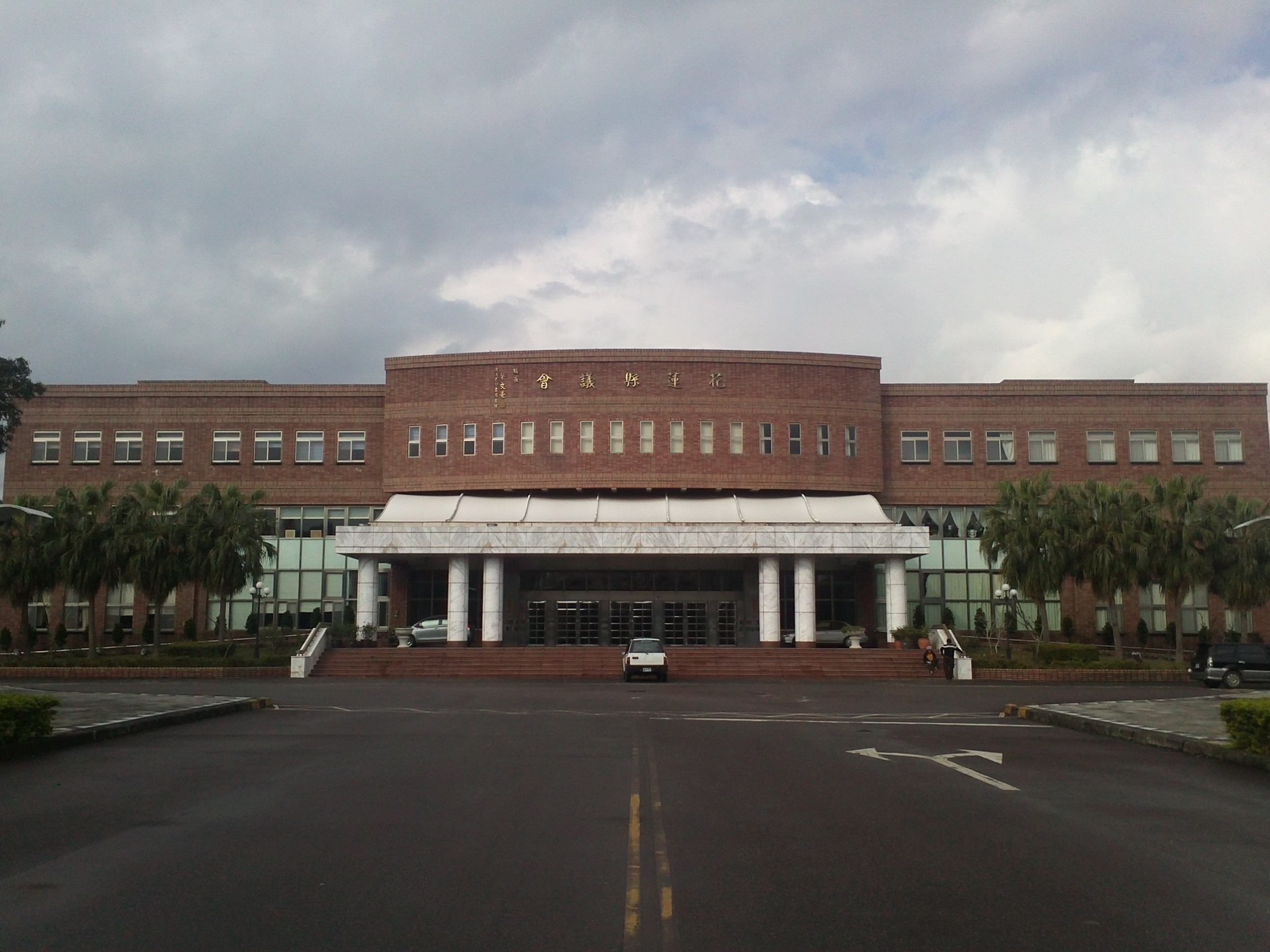
花蓮県議会堂

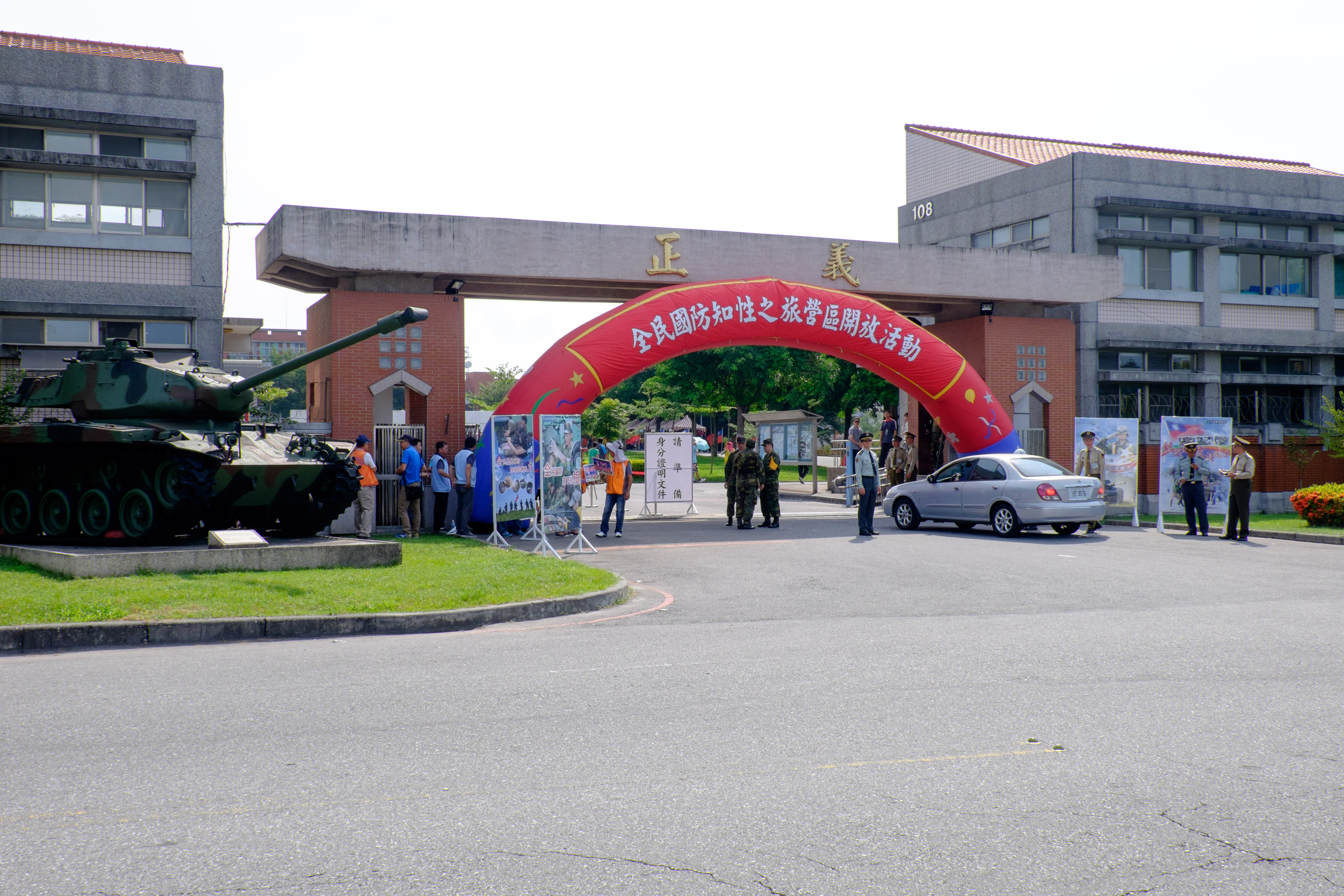
中華民国陸軍花東防衛指揮部（南美崙基地）

花蓮市（ホワリエン/かれん-し）は、中華民国台湾省の東海岸にある市。花蓮県の県轄市で、花蓮県政府の所在地である。

## 地理
花蓮市は、花蓮県東北部に位置し、北は新城郷と、南は吉安郷と、西は秀林郷とそれぞれ接し、東は太平洋に面している。

### 気象
台風のシーズンに当たる夏から秋には降水量は非常に多くなり、梅雨期の降水量よりも多い。6月後半から8月前半までは晴れが多い。
| 花蓮（1981年～2010年）の気候 | 花蓮（1981年～2010年）の気候 | 花蓮（1981年～2010年）の気候 | 花蓮（1981年～2010年）の気候 | 花蓮（1981年～2010年）の気候 | 花蓮（1981年～2010年）の気候 | 花蓮（1981年～2010年）の気候 | 花蓮（1981年～2010年）の気候 | 花蓮（1981年～2010年）の気候 | 花蓮（1981年～2010年）の気候 | 花蓮（1981年～2010年）の気候 | 花蓮（1981年～2010年）の気候 | 花蓮（1981年～2010年）の気候 | 花蓮（1981年～2010年）の気候 |
| 月                           | 1月                          | 2月                          | 3月                          | 4月                          | 5月                          | 6月                          | 7月                          | 8月                          | 9月                          | 10月                         | 11月                         | 12月                         | 年                           |
| ---------------------------- | ---------------------------- | ---------------------------- | ---------------------------- | ---------------------------- | ---------------------------- | ---------------------------- | ---------------------------- | ---------------------------- | ---------------------------- | ---------------------------- | ---------------------------- | ---------------------------- | ---------------------------- |
| 平均最高気温 °C （°F）       | 21.1 (70)                    | 21.5 (70.7)                  | 23.4 (74.1)                  | 26.0 (78.8)                  | 28.5 (83.3)                  | 30.4 (86.7)                  | 32.0 (89.6)                  | 32.0 (89.6)                  | 30.4 (86.7)                  | 28.2 (82.8)                  | 25.4 (77.7)                  | 22.5 (72.5)                  | 26.8 (80.2)                  |
| 平均最低気温 °C （°F）       | 15.4 (59.7)                  | 15.9 (60.6)                  | 17.5 (63.5)                  | 20.0 (68)                    | 22.4 (72.3)                  | 24.3 (75.7)                  | 25.4 (77.7)                  | 25.2 (77.4)                  | 24.0 (75.2)                  | 22.0 (71.6)                  | 19.5 (67.1)                  | 16.7 (62.1)                  | 20.7 (69.3)                  |
| 降水量 mm （inch）           | 71.9 (2.831)                 | 99.9 (3.933)                 | 86.6 (3.409)                 | 96.1 (3.783)                 | 195.0 (7.677)                | 219.6 (8.646)                | 177.3 (6.98)                 | 260.6 (10.26)                | 344.3 (13.555)               | 367.4 (14.465)               | 170.6 (6.717)                | 67.7 (2.665)                 | 2,157 (84.921)               |
| % 湿度                       | 76.8                         | 79.1                         | 79.8                         | 80.2                         | 81.9                         | 82.0                         | 78.8                         | 79.4                         | 79.3                         | 77.6                         | 75.8                         | 74.7                         | 78.8                         |
| 平均月間日照時間             | 69.7                         | 60.3                         | 79.9                         | 96.8                         | 114.4                        | 164.5                        | 239.8                        | 217.0                        | 163.4                        | 117.9                        | 82.9                         | 71.8                         | 1,478.4                      |
| 出典：中央氣象局 2012-02-27  |                              |                              |                              |                              |                              |                              |                              |                              |                              |                              |                              |                              |                              |

### 行政区
| 地区 | 里                                                                             |
| ---- | ------------------------------------------------------------------------------ |
| 1    | 民勤里、民徳里、民心里、民享里、民孝里、民運里、民政里、民立里、民楽里、民意里 |
| 2    | 民有里、民主里、民治里、民族里、民生里、民権里                                 |
| 3    | 主商里、主勤里、主工里、主信里、主義里、主睦里、主計里                         |
| 4    | 主和里、主学里、主農里、主安里、主権里、主力里                                 |
| 5    | 国風里、国威里、国治里、国安里、国光里、国防里、国華里、国魂里、国聯里、国盛里 |
| 6    | 国強里、国富里、国裕里、国慶里、国興里、国福里                                 |

## 歴史
日本統治時代の1920年に花蓮港庁花蓮港支庁花蓮港街として再編され、1937年に郡制施行により花蓮港庁花蓮郡に属する。1940年に市制施行により花蓮港市になる。戦後の1946年に花蓮市と改称されて現在に至っている。

## 政治

### 行政

#### 市長
歴代市長
| 代 | 氏名   | 任期                           | 政党              | 備考           |
| -- | ------ | ------------------------------ | ----------------- | -------------- |
| 1  | 許瑾夫 | 1951年7月2日 - 1954年7月1日    |                   | 民選初代市長   |
| 2  | 鄭根井 | 1954年7月1日 - 1957年7月1日    |                   |                |
| 3  | 鄭根井 | 1957年7月1日 - 1960年1月17日   |                   |                |
| 4  | 郭榮宗 | 1960年1月17日 - 1964年3月1日   |                   |                |
| 5  | 郭榮宗 | 1964年3月1日 - 1968年3月1日    |                   |                |
| 6  | 黄集   | 1968年3月1日 - 1973年4月1日    |                   |                |
| 7  | 陳清水 | 1973年4月1日 - 1977年12月30日  | 中国国民党        |                |
| 8  | 劉新興 | 1977年12月30日 - 1982年3月1日  | 中国国民党        |                |
| 9  | 陳清水 | 1982年3月1日 - 1986年3月1日    | 中国国民党        |                |
| 10 | 魏木村 | 1986年3月1日 - 1990年3月1日    | 無所属            |                |
| 11 | 魏木村 | 1990年3月1日 - 1994年3月1日    | 無所属            |                |
| 12 | 陳清水 | 1994年3月1日 - 1997年2月1日    | 中国国民党        | 解職           |
| 12 | 葉耀輝 | 1997年4月1日 - 1998年3月1日    | 中国国民党        | 補選           |
| 13 | 葉耀輝 | 1998年3月1日 - 2002年3月1日    | 中国国民党        |                |
| 14 | 蔡啟塔 | 2002年3月1日 - 2006年3月1日    | 中国国民党        |                |
| 15 | 蔡啟塔 | 2006年3月1日 - 2010年3月1日    | 中国国民党        |                |
| 16 | 田智宣 | 2010年3月1日 - 2014年12月25日  | 民主進歩党        |                |
| 17 | 田智宣 | 2014年12月25日 - 2016年5月29日 | 民主進歩党        | 任期途中で死亡 |
| 17 | 魏嘉賢 | 2016年9月2日 - 2018年12月24日  | 中国国民党        | 補選           |
| 18 | 魏嘉賢 | 2018年12月25日 - （現職）      | 中国国民党→無所属 |                |

## 対外関係

### 姉妹都市･提携都市
姉妹都市
- 蔚山広域市（大韓民国）
- 与那国町（沖縄県八重山郡）
- アルバカーキ（アメリカ合衆国 ニューメキシコ州）
- ベルビュー（アメリカ合衆国 ワシントン州）
- オウツフルン（南アフリカ共和国 西ケープ州）

友好城市
- 高千穂町（宮崎県西臼杵郡） (2005)
- サンタマリア（フィリピン共和国 ラグナ州） (2006)
- サイパン市（アメリカ合衆国 北マリアナ諸島 サイパン島）
- 盛岡市（岩手県）
- カーンプル（インド共和国 ウッタル・プラデーシュ州）

## 教育

### 大学
- 国立東華大学
- 慈済大学

### 技術学院
- 慈済技術学院
- 大漢技術学院
- 台湾観光学院

### 高級中学
| - 国立花蓮高級中学 - 国立花蓮女子高級中学 - 花蓮県立体育高級中学校 | - 慈済大学附属高級中学 - 私立四維高級中学 |

### 高級職業学校
- 国立花蓮高級工業職業学校
- 国立花蓮高級商業職業学校
- 国立花蓮高級農業高級中学
- 私立国光高級商工職業学校
- 私立中華高級工商職業学校

### 国民中学
- 花蓮県立自強国民中学
- 花蓮県立花崗国民中学（中国語版）
- 花蓮県立美崙国民中学
- 花蓮県立国風国民中学

### 国民小学
| - 国立花蓮教育大学附属小学 - 花蓮県立中正国民小学 - 花蓮県立中華国民小学 - 花蓮県立北浜国民小学 - 花蓮県立忠孝国民小学 | - 花蓮県立明恥国民小学 - 花蓮県立明廉国民小学 - 花蓮県立明義国民小学 - 花蓮県立明礼国民小学 - 花蓮県立信義国民小学 | - 花蓮県立国福国民小学 - 花蓮県立鋳強国民小学 - 慈済大学実験小学 - 私立海星小学 |

### 特殊学校
- 国立花蓮啓智学校

## 交通
| 種別 | 路線名称 | その他       |
| ---- | -------- | ------------ |
| 鉄道 | 北廻線   | 花蓮駅       |
| 鉄道 | 台東線   | 花蓮駅       |
| 省道 | 台8線    | 中部横貫公路 |
| 省道 | 台9線    | 蘇花公路     |
| 空港 | 国内線   | 花蓮空港     |

## 観光
- 浜海扶輪公園
- 南浜公園
- 美崙山
- 松園別館（中国語版）[1]
- 花蓮鉄道文化園区（中国語版）[2]
- 郭子究音楽文化館[1]
- 石彫博物館[1]

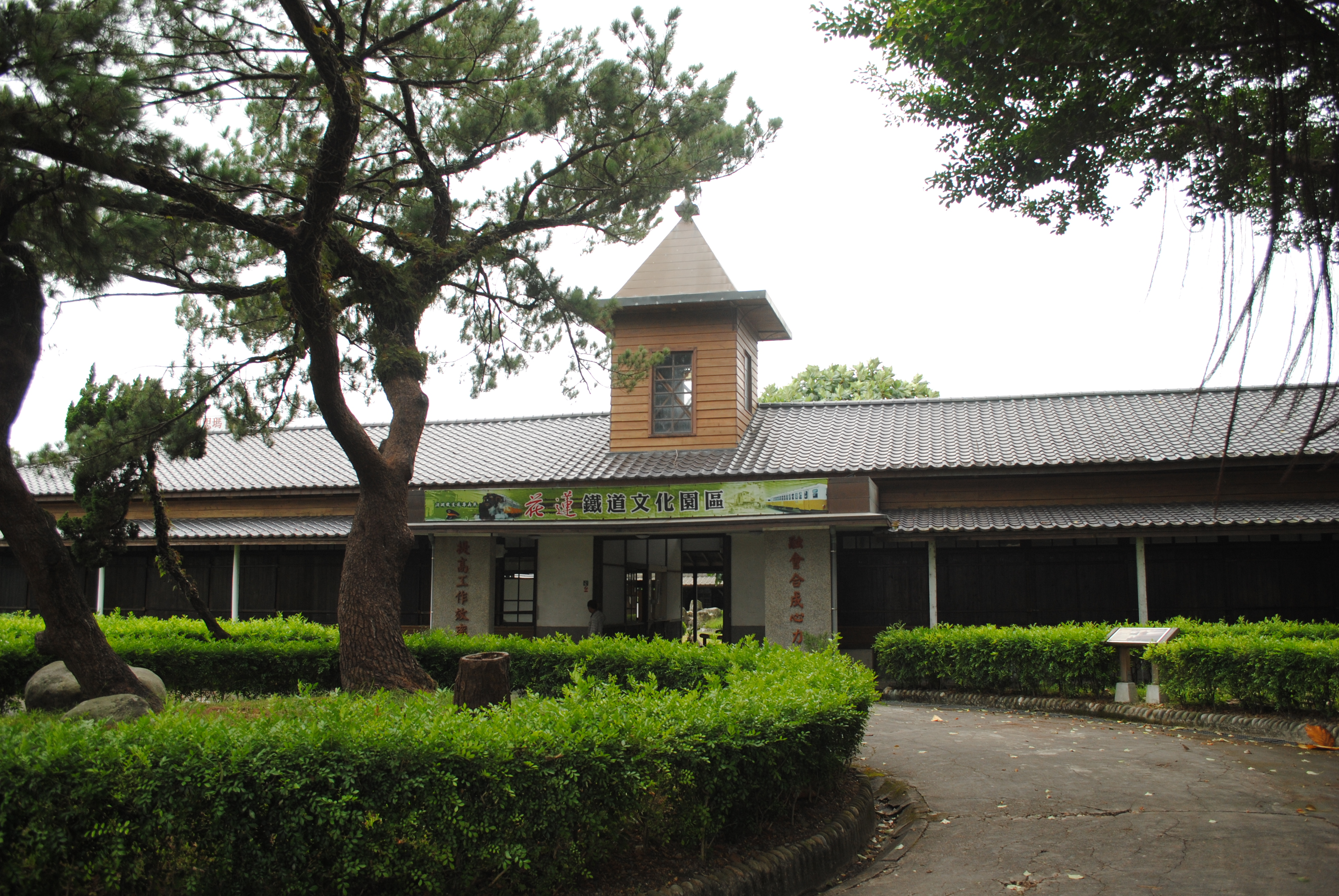
花蓮鉄道文化園区にある旧交通部台湾鉄路管理局花蓮管理所

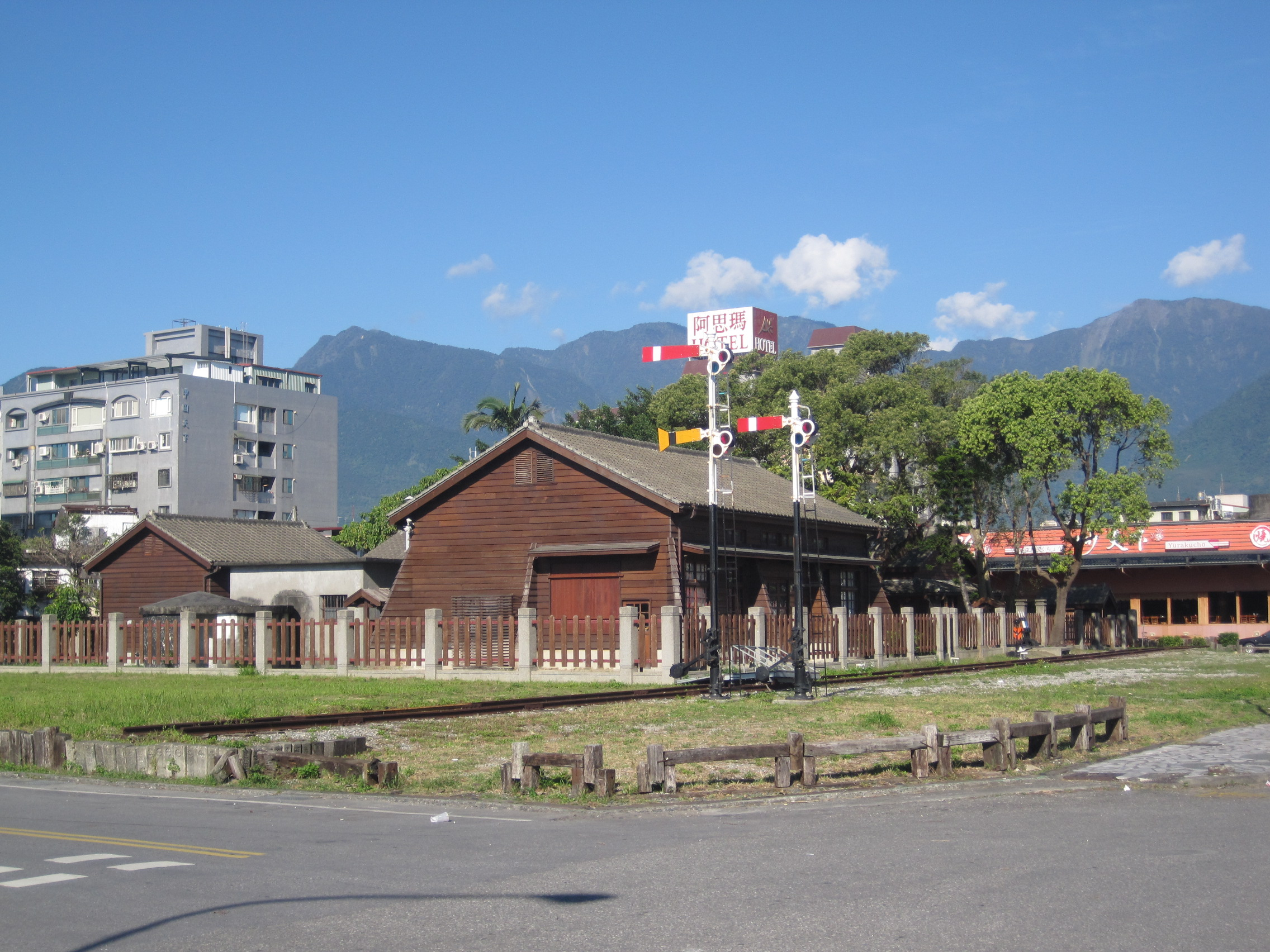
花蓮鉄道文化園区の旧東線鉄道遺跡と旧花蓮工務段・警務段建物群

- 花蓮文化創意産業園区（中国語版）[3][4] - 日本統治時代1913年に建てられた酒造工場跡で、現在は展覧会場や劇場、レストランなどがある複合文化施設として整備されている。
- 花蓮県忠烈祠（中国語版）

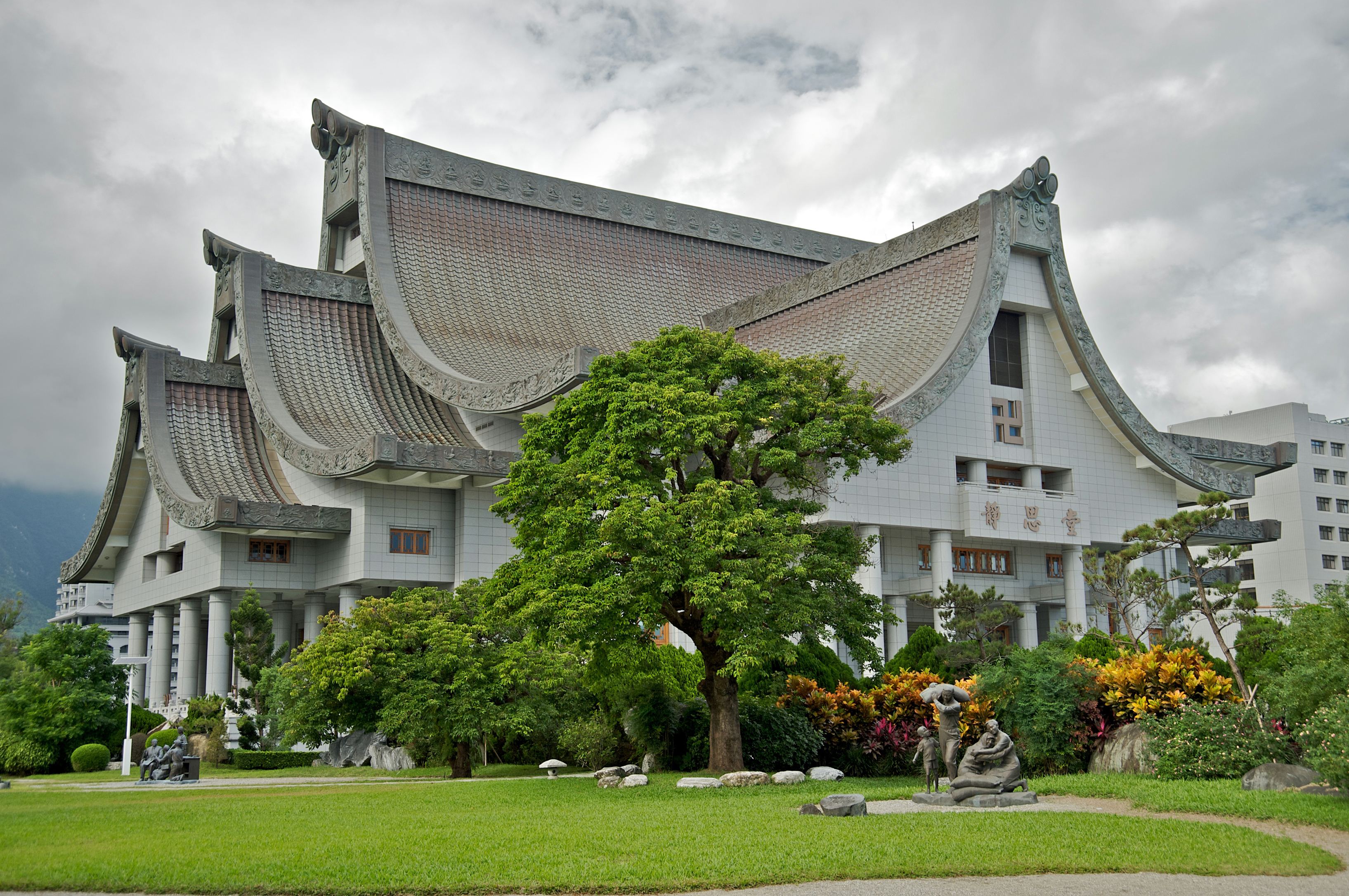
慈済志業センター（花蓮静思堂）
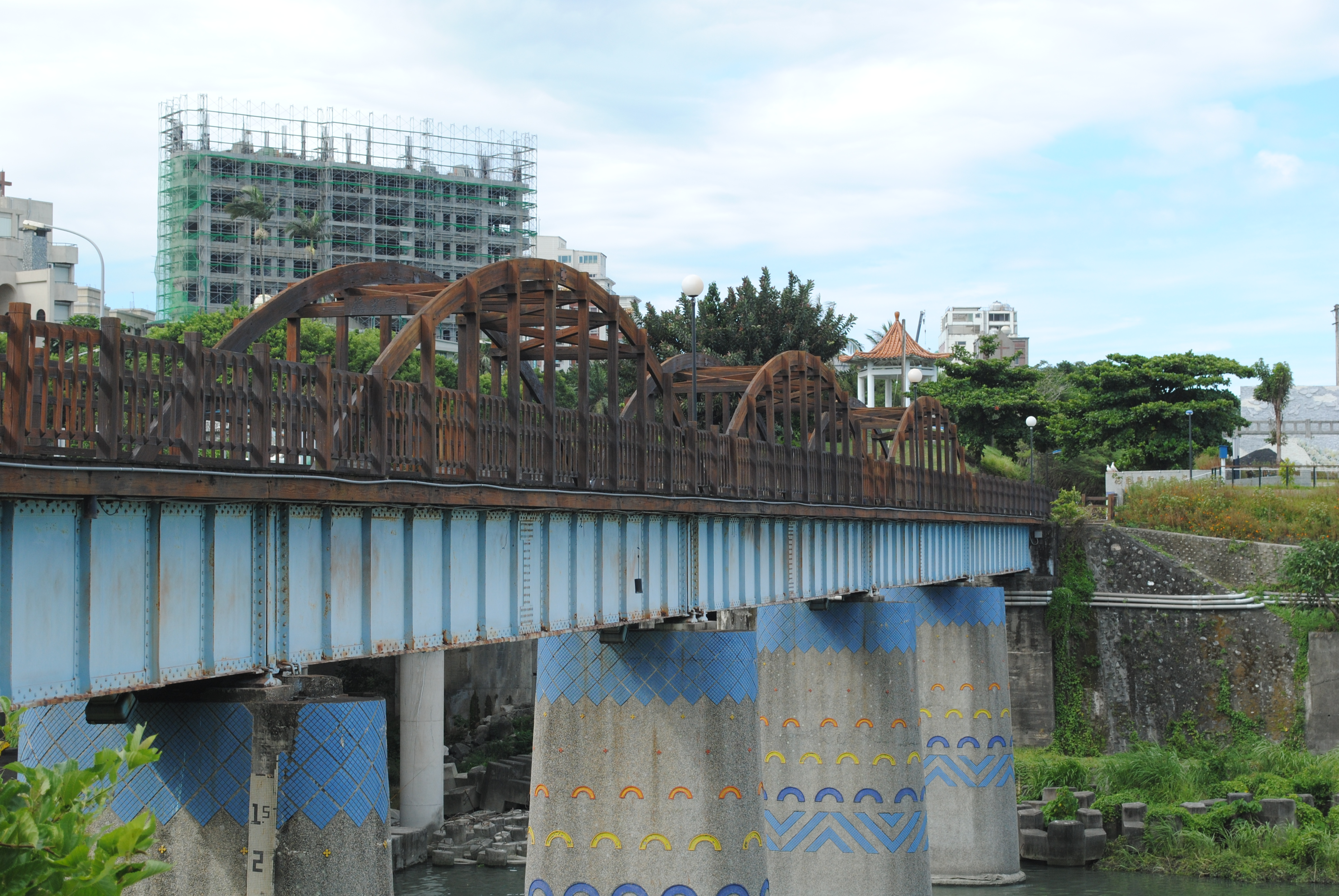
曙光橋（旧花蓮臨港線米崙渓橋）
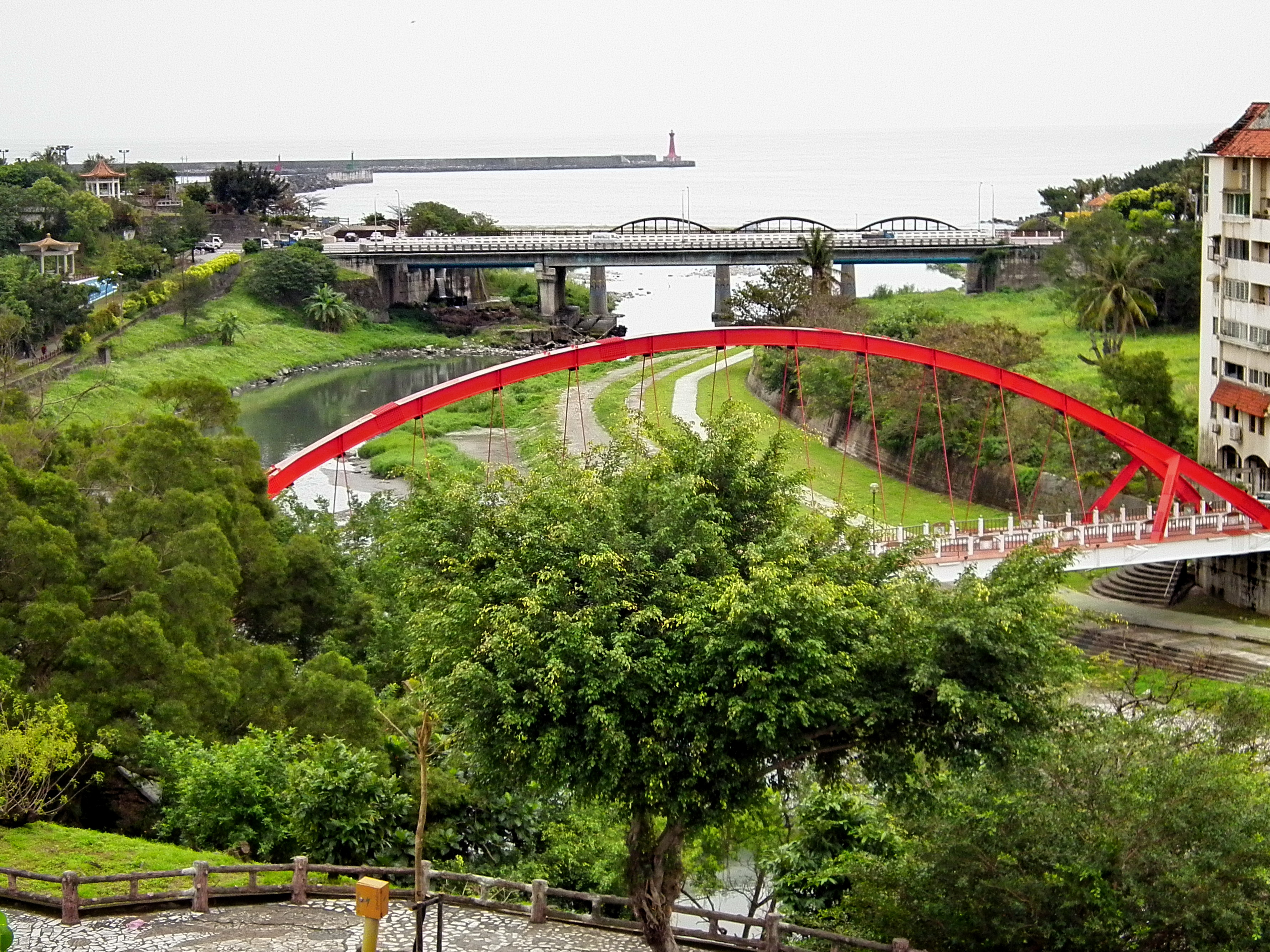
松園別館から望む美崙渓（中国語版）の河口
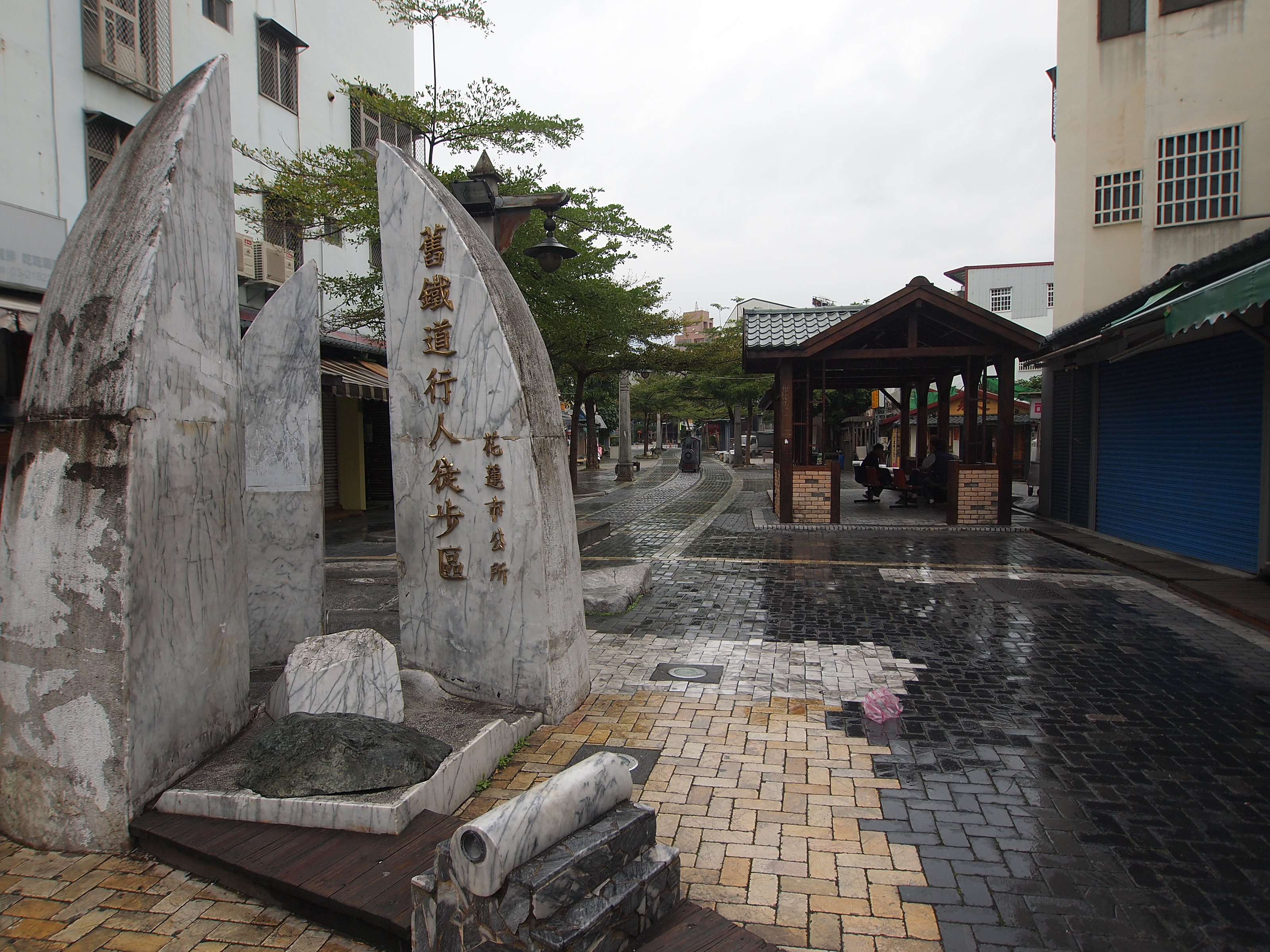
旧鉄道プロムナード（旧花蓮臨港線跡）
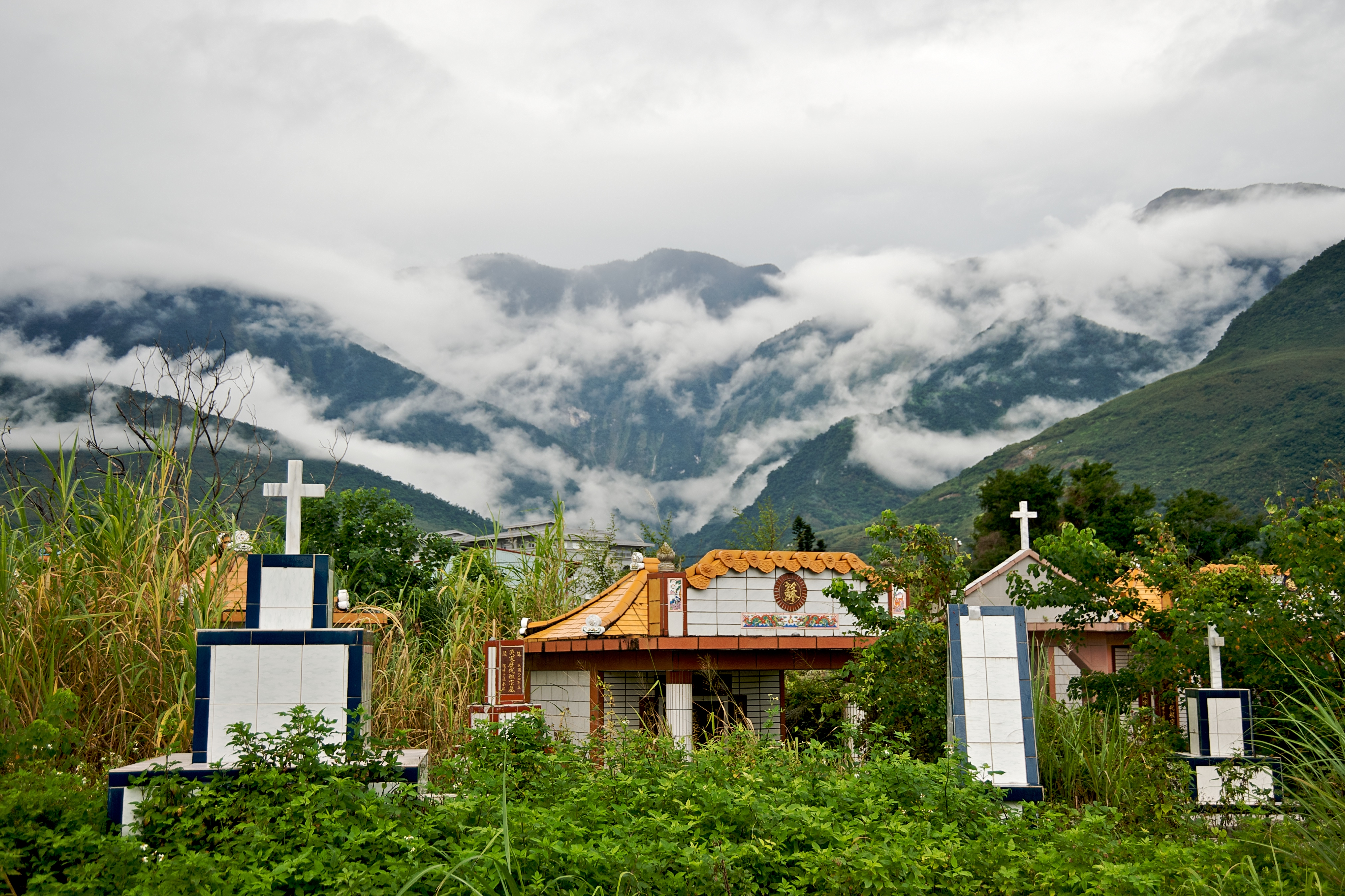
佐倉公墓と中央山脈
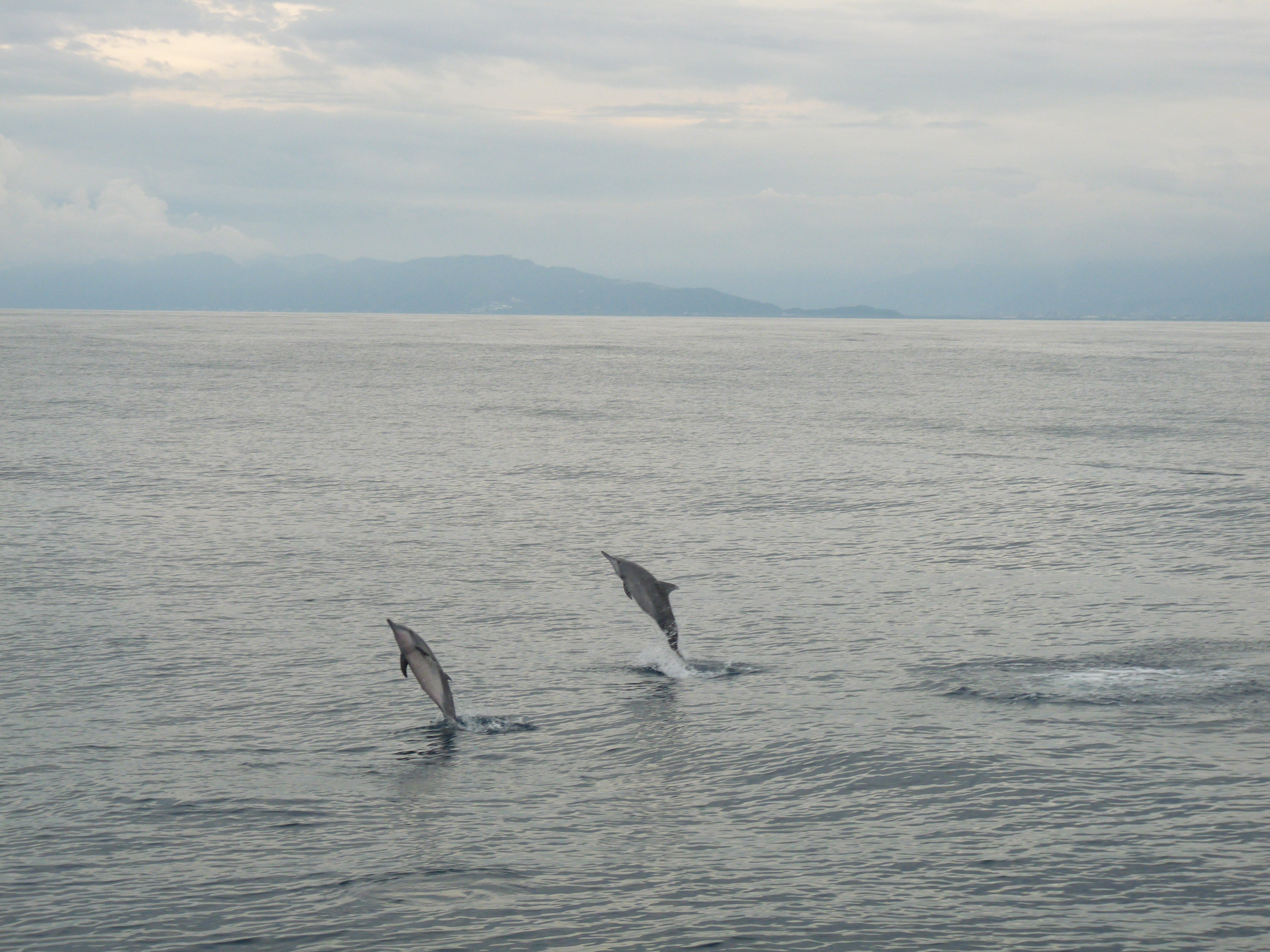
ホエールウォッチング
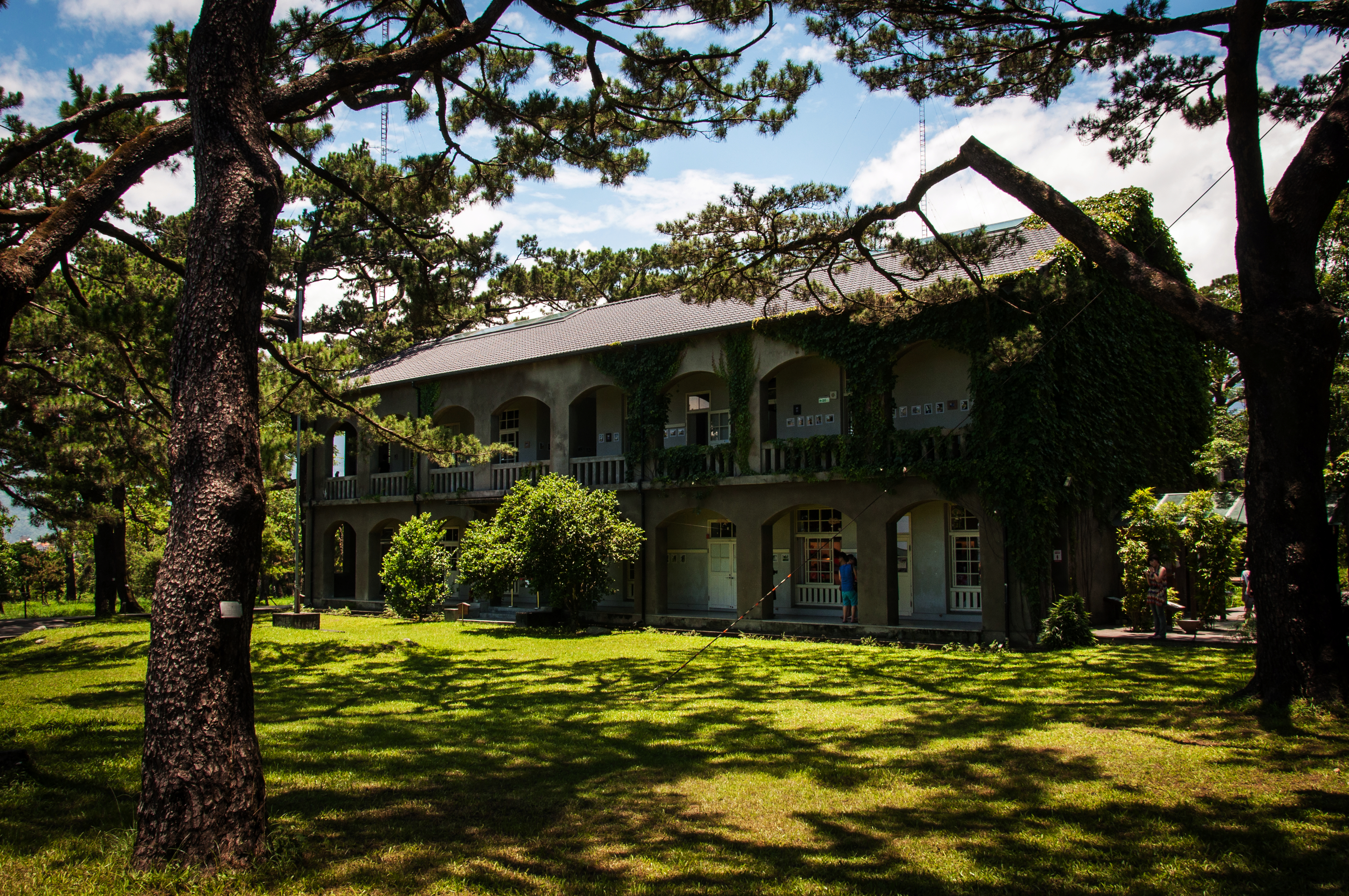
松園別館（中国語版）（旧花蓮港兵事部事務所）

## 文化

### イベント
- 花蓮曼波季

## スポーツ

### サッカー
花蓮女子足球隊というチームが2023 AFC女子クラブ選手権に出場し、日本🇯🇵の三菱重工浦和レッズレディースと対戦している。